# Samsung Galaxy J
La gamme Samsung Galaxy J est une série de smartphones grand public de la marque Samsung Galaxy. Elle est composée de smartphone Android d'entrée et de milieu de gamme, produits entre 2015 et 2019.
En septembre 2018, des rumeurs circulent à propos de la réorganisation de Samsung sur les gammes de smartphones, et qui marque l'abandon de la série Galaxy J en introduisant la gamme Galaxy M comme extension de la gamme Galaxy A.

## Modèles

### Samsung Galaxy J1

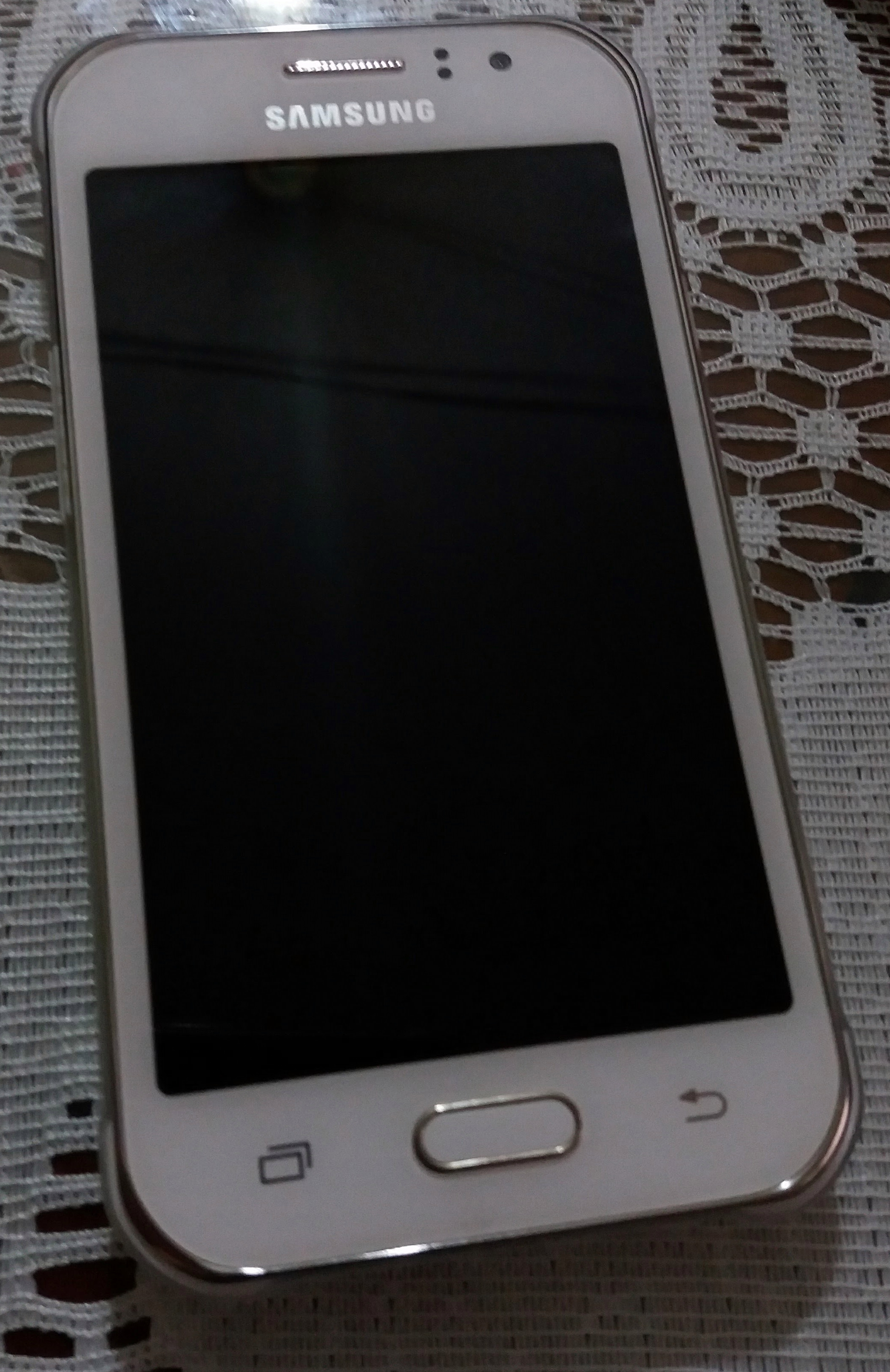
Samsung Galaxy J1 Ace, blanc.

Le Samsung Galaxy J1 est un smartphone sorti en janvier 2015, premier de la série Galaxy J. Le modèle 3G est sorti en février 2015, suivi du modèle 4G en mars 2015, possédant un écran de 4,3 pouces, un appareil photo arrière de 5 Mpx et une mémoire de 4 Go. Il est livré avec la version Android KitKat.
Une nouvelle version est commercialisée en janvier 2016 sous le nom de Galaxy J1 2016, possédant un écran Super AMOLED de 4,5 pouces, un appareil photo arrière de 5 Mpx et frontal de 2 Mpx et une mémoire de 4 Go . Il est livré avec la version Android KitKat et l'interface utilisateur TouchWiz.
Le Galaxy J1 Ace, sorti en septembre 2015, et le Galaxy J1 Ace Neo, sorti en septembre 2016 sont deux smartphones de la gamme Galaxy J1, possédant un écran Super AMOLED de 4,3 pouces, un appareil photo arrière de 5 Mpx et frontal de 2 Mpx et une mémoire de 4 Go .
Une version Mini, aussi appelée Galaxy J1 Nxt, est sortie en février 2016, possédant un écran TFT de 4 pouces, un appareil photo arrière de 5 Mpx et une mémoire de 8 Go.
En décembre 2016, le Galaxy J1 mini prime est commercialisé, possédant un écran TFT de 4 pouces, un appareil photo arrière de 5 Mpx et une mémoire de 8 Go fonctionnant sous Android Lollipop.

### Samsung Galaxy J2

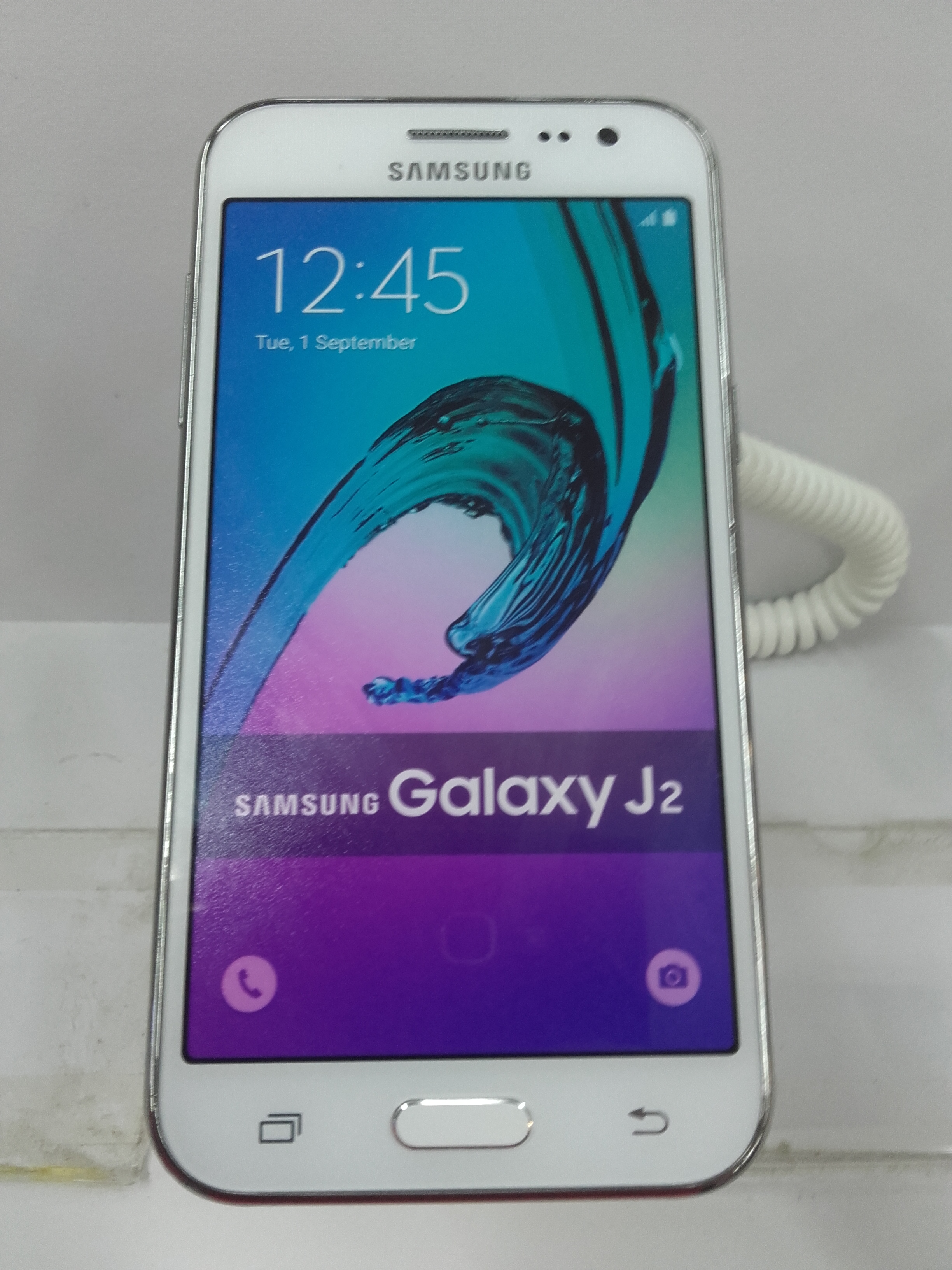
Samsung Galaxy J2 en exposition, allumé

Le Samsung Galaxy J2 est un smartphone mis en vente en septembre 2015, possédant un écran Super AMOLED de 4,7 pouces, un appareil photo arrière de 5 Mpx et frontal de 2 Mpx et une mémoire de 8 Go fonctionnant sous Android Lollipop 5.1.1.
Le Galaxy J2 2017 possède un appareil photo arrière de 5 mégapixels avec flash LED, une ouverture de f/1,7, autofocus et de 2 mégapixels avec une ouverture de f/1,9 en frontal. Le téléphone est équipé d'un système sur une puce Exynos 3475 Quad, d'un processeur Quad Core de 1,3 GHz, un processeur graphique Mali-T720 MP1, une mémoire vive de 1 Go, d'un stockage interne de 8 Go et une batterie de 2 000 mAh. Il possède également un écran TFT de 4,7 pouces.
Le Galaxy J2 2018 est un smartphone fonctionnant sous Android Oreo et est commercialisé en avril 2018 en Inde. Il est doté d'un système sur une puce Qualcomm Snapdragon, d'un microprocesseur quadricœur ARM Cortex-A53 et d'un Processeur graphique Adreno 308. Il dispose de 2 Go de mémoire vive, de 16 Go de stockage interne et peut supporter jusqu'à 256 Go de mémoire externe via une mini SD. Le smartphone est équipé d'un écran Super AMOLED, Haute définition. Il possède également deux appareils photo de 8 mpx à l'arrière et de 5 mpx en frontal.
Le Galaxy J2 Core est un smartphone commercialisé en août 2018 et fonctionne sous Android Oreo. C'est le premier smartphone Samsung possédant la version Android Go. Il est équipé d'un écran de 5 pouces, doté d'un système sur une puce Exynos 7570, d'un microprocesseur quadricoeur ARM Cortex-A53 et processeur graphique Mali-T720. Il dispose de 1 Go de mémoire vive et de 8 ou 16 Go de stockage interne. Il possède également deux appareils photo de 8 mpx à l'arrière et de 5 mpx en frontal comme ses prédécesseurs. Il existe en 3 couleurs : noir, doré et lavande, cette dernière est remplacée en avril 2020 par une couleur plutôt bleuté,

### Samsung Galaxy J3

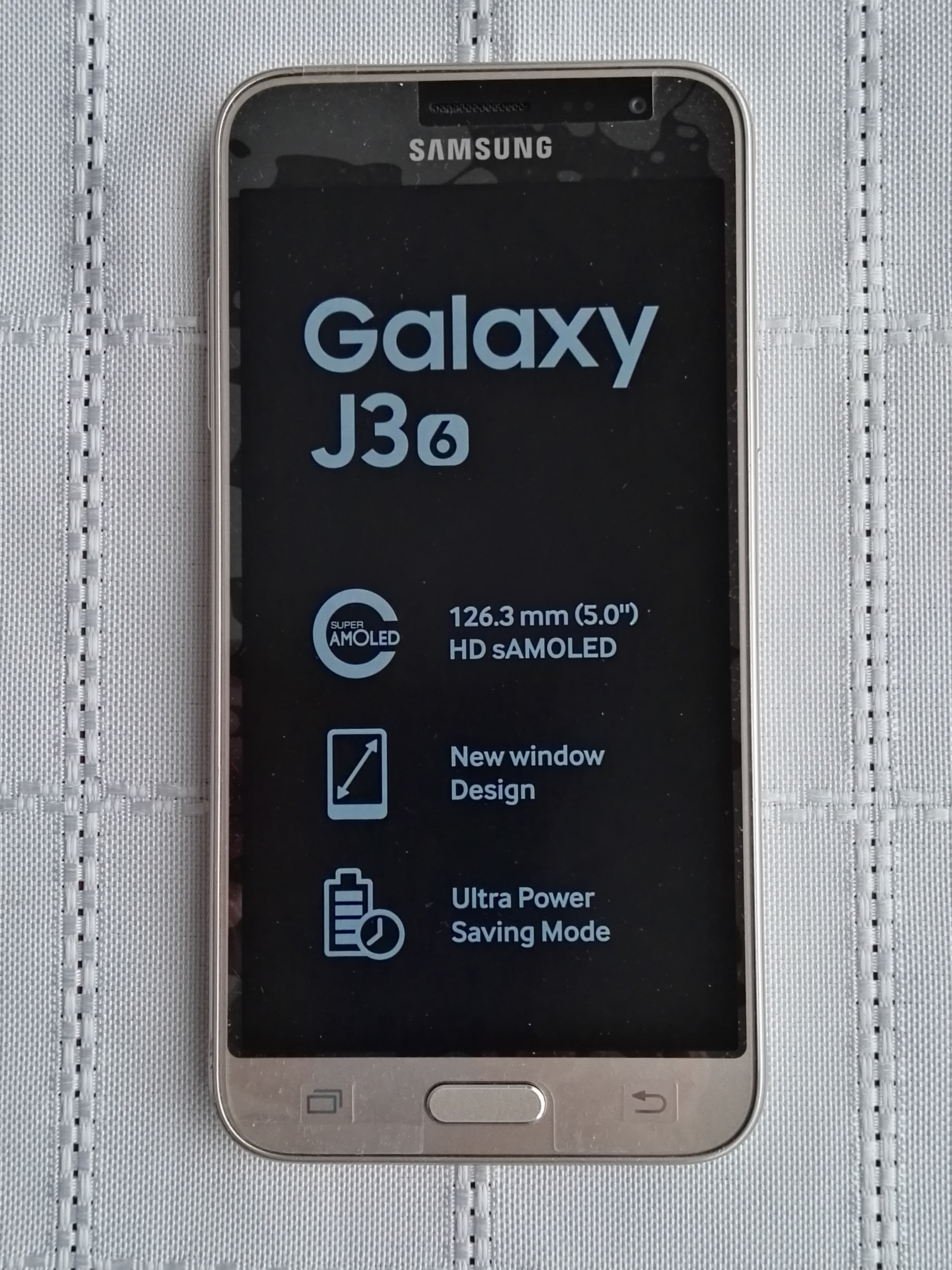
Samsung Galaxy J3 (2016), doré.

Le Galaxy J3 (2016) également connu sous les noms de Galaxy J3 V, Galaxy J3 Pro et Galaxy Amp Prime est un smartphone fonctionnant sous Android Nougat. Il est commercialisé le 6 mai 2016. Il est doté d'un système sur une puce Spreadtrum SC9830, et d'un microprocesseur quadricœur ARM Cortex-A7 MPCore cadencés à 1,5 GHz. Il dispose de 1,5 Go de mémoire vive, de 8 Go de stockage interne et peut supporter jusqu'à 128 Go de mémoire externe via une mini SD. Le smartphone est équipé d'un écran Super AMOLED, HD, de 5 pouces en diagonale. Il possède également deux appareils photo, de 8 mpx à l'arrière et de 5 mpx en frontal,.
En Chine, le Galaxy J3 Pro est une exclusivité et est vendu par China Telecom. Il fonctionne sous Android Marshmallow, est doté d'un système sur une puce Qualcomm Snapdragon, d'un microprocesseur quadricœur ARM Cortex-A53 et d'un processeur graphique Adreno 306. Il dispose de 2 Go de mémoire RAM et 16 Go de stockage interne. Il possède également deux appareils photo, de 8 mpx à l'arrière et de 5 mpx en frontal,.
Le Galaxy J3 Prime également connu sous les noms de Galaxy J3 Emerge, Galaxy J3 Eclipse, Galaxy Express Prime 2  et Galaxy Amp Prime 2 est un smartphone fonctionnant sous Android Marshmallow et l'interface TouchWiz mais les versions commercialisées avec AT&T  fonctionnent sous Android Oreo et l'interface Samsung Experience. Il est équipé d'un écran Super AMOLED en haute définition de 5 pouces, doté d'un système sur une puce différente selon les versions vendues par les marques de réseaux mobiles ; avec Sprint, le SoC est Qualcomm Snapdragon tandis qu'avec AT&T, le SoC est Exynos. Il dispose de 1,5 Go de mémoire vive, de 16 Go de stockage interne et peut supporter jusqu'à 256 Go de mémoire externe via une mini SD. Il possède également deux appareils photo, de 5 mpx à l'arrière et 2 mpx en frontal avec une ouverture de f/2.2.
En juin 2017, le Galaxy J3 (2017) également connu sous le nom de Galaxy J3 Pro est un smartphone fonctionnant sous Android Nougat et avec l'interface Samsung Experience. En août 2018, il fonctionne avec la version Android Oreo. Il est équipé d'un écran TFT, LCD en haute définition de 5 pouces. Il est doté d'un système sur une puce Exynos et d'un processeur graphique ARM Cortex-A53 ou Mali-T720MP2 pour la version vendue par AT&T. Il dispose de 2 Go de mémoire vive et de 32 Go de stockage interne. Il possède également deux appareils photo, de 13 mpx à l'arrière avec une ouverture f/1.9, autofocus, flash LED, HDR et les vidéos en Full HD et 5 mpx en frontal.
Le Galaxy J3 (2018), également connu sous les noms de Galaxy J3 Star, Galaxy J3 Aura, Galaxy J3 V (2018) et Galaxy Amp Prime 3 est un smartphone fonctionnant sous Android Oreo et avec l'interface Samsung Experience. Il fonctionne également avec la version Android Pie. Il est équipé d'un écran LCD, doté d'un système sur une puce Exynos 7570 et d'un processeur graphique ARM Mali T720 MP3. Il dispose de 2 Go de mémoire vive, de 16 Go de stockage interne et peut supporter jusqu'à 256 Go de mémoire externe via une mini SD. Il possède également deux appareils photo, de 8 mpx à l'arrière et 5 mpx en frontal avec une ouverture f/1.9 à l'arrière.

### Samsung Galaxy J4

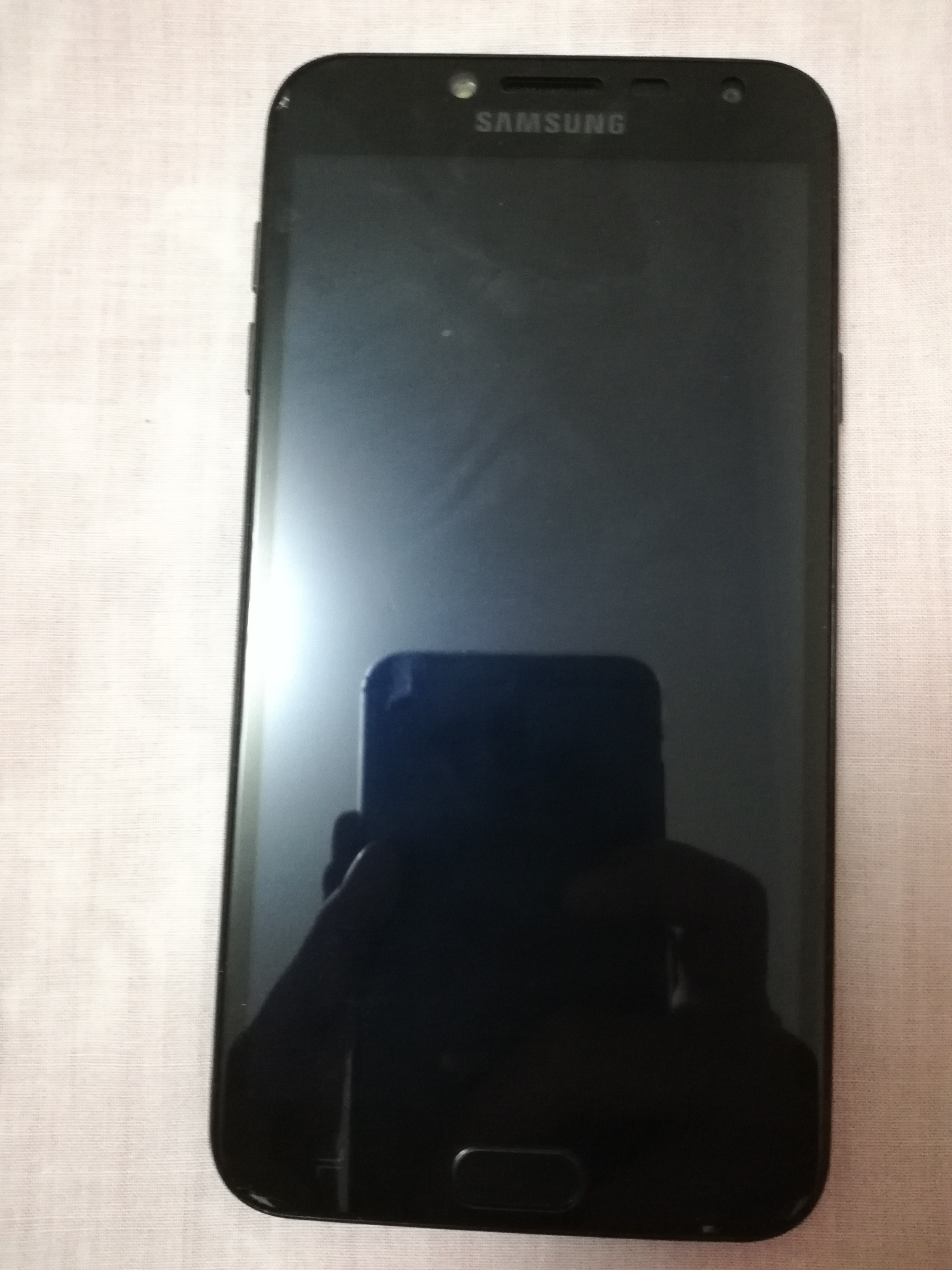
Galaxy J4

En mai 2018, le Galaxy J4 est annoncé comme successeur du J3. C'est un smartphone fonctionnant sous la version Android Oreo et avec l'interface Samsung Experience. Il est équipé d'un écran OLED, doté d'un système sur une puce Exynos 7570 et d'un processeur graphique ARM Mali T720 MP2. Il dispose de 2 Go de mémoire vive, de 16 Go de stockage interne et peut supporter jusqu'à 256 Go de mémoire externe via une mini SD. Il possède également deux appareils photo, de 13 Mpx à l'arrière et 5 Mpx en frontal avec une ouverture f/1.9 à l'arrière.
Une nouvelle version est commercialisée en septembre 2018 sous le nom de Galaxy J4 +. Ce smartphone fonctionne sous la version Android Oreo et avec l'interface Samsung Experience. Ses caractéristiques ne changent pas beaucoup par rapport à son prédécesseur, il possède 2 fois plus de stockage interne, il est plus grand, possédant un écran de 6 pouces.
Le Galaxy J4 Core est un smartphone fonctionnant sous la version Android Oreo et avec l'interface Samsung Experience. Il possède les mêmes caractéristiques que ses prédécesseurs, seuls quelques changements dont l'appareil photo arrière qui passe à 8 Mpx et n'a que 1 Go de mémoire vive.

### Samsung Galaxy J5

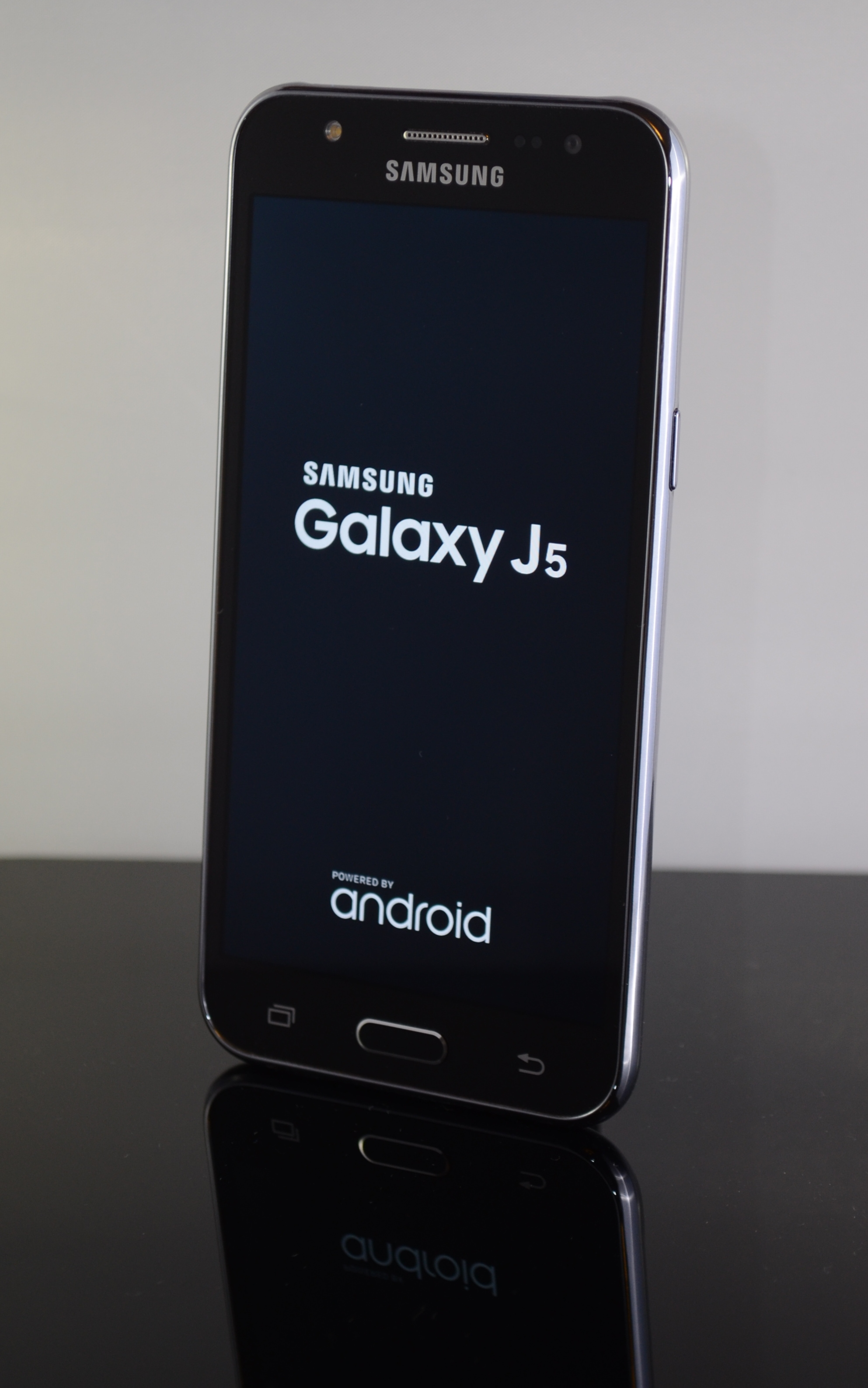
Image d'un Samsung Galaxy J5, première version, 2015

Le Galaxy J5 se décline en trois versions. La première version, sortie en juin 2015 est composée de plastique, équipée d'un écran super AMOLED, dotée d'un système sur une puce Qualcomm Snapdragon 410 et d'un processeur graphique Adreno 306. L'appareil dispose de 1,5 Go de mémoire vive, de 8 Go de stockage interne et peut supporter jusqu'à 64 Go de mémoire externe via une mini SD. Il possède également deux appareils photo, de 13 Mpx à l'arrière et 5 Mpx en frontal. Les deux appareils photos sont accompagnés d'un flash.
La seconde version, sortie en mars 2016 est composée de plastique et d'un cadre en aluminium. Ses caractéristiques ne changent pas beaucoup par rapport à son prédécesseur, il est plus grand, possédant un écran de 5,2 pouces et dispose plus d'espace de la mémoire vive et du stockage interne.
Tandis que la dernière version, sortie en juin 2017 est composée uniquement d'aluminium et d'un cadre en verre. Ses caractéristiques ne changent pas beaucoup par rapport à ses prédécesseurs, seule la définition des appareils photos change, passant à 13 Mpx à l'arrière et en frontal.

### Samsung Galaxy J6

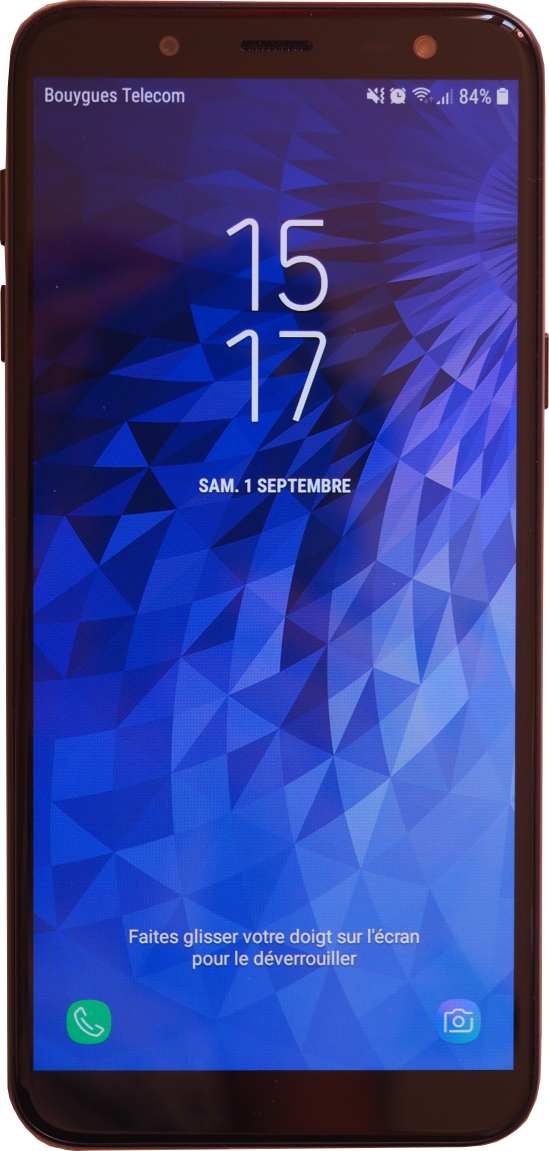
J6

Le Galaxy J6 est décliné sous deux versions : Galaxy J6 et Galaxy J6+. La première version de l'appareil est équipée d'un écran Super AMOLED de 5,6 pouces, dotée d'un système sur une puce Exynos 7870 et d'un processeur graphique ARM Mali T830 MP2. Le smartphone dispose de 3 Go de mémoire vive, de 32 Go de stockage interne et peut supporter jusqu'à 512 Go de mémoire externe via une mini SD. Il possède également deux appareils photo, de 13 Mpx à l'arrière et 8 Mpx en frontal avec une ouverture f/1.9 à l'arrière,.
Le Galaxy J6+ possède deux appareils photos à l'arrière avec une définition de 13 Mpx et 5 Mpx tandis que l'appareil photo frontal possède une définition de 8 Mpx. L'écran est légèrement supérieur à son prédécesseur, passant à 6 pouces.
- Les deux appareils sont dotés d'un double emplacement de carte SIM.

### Samsung Galaxy J7

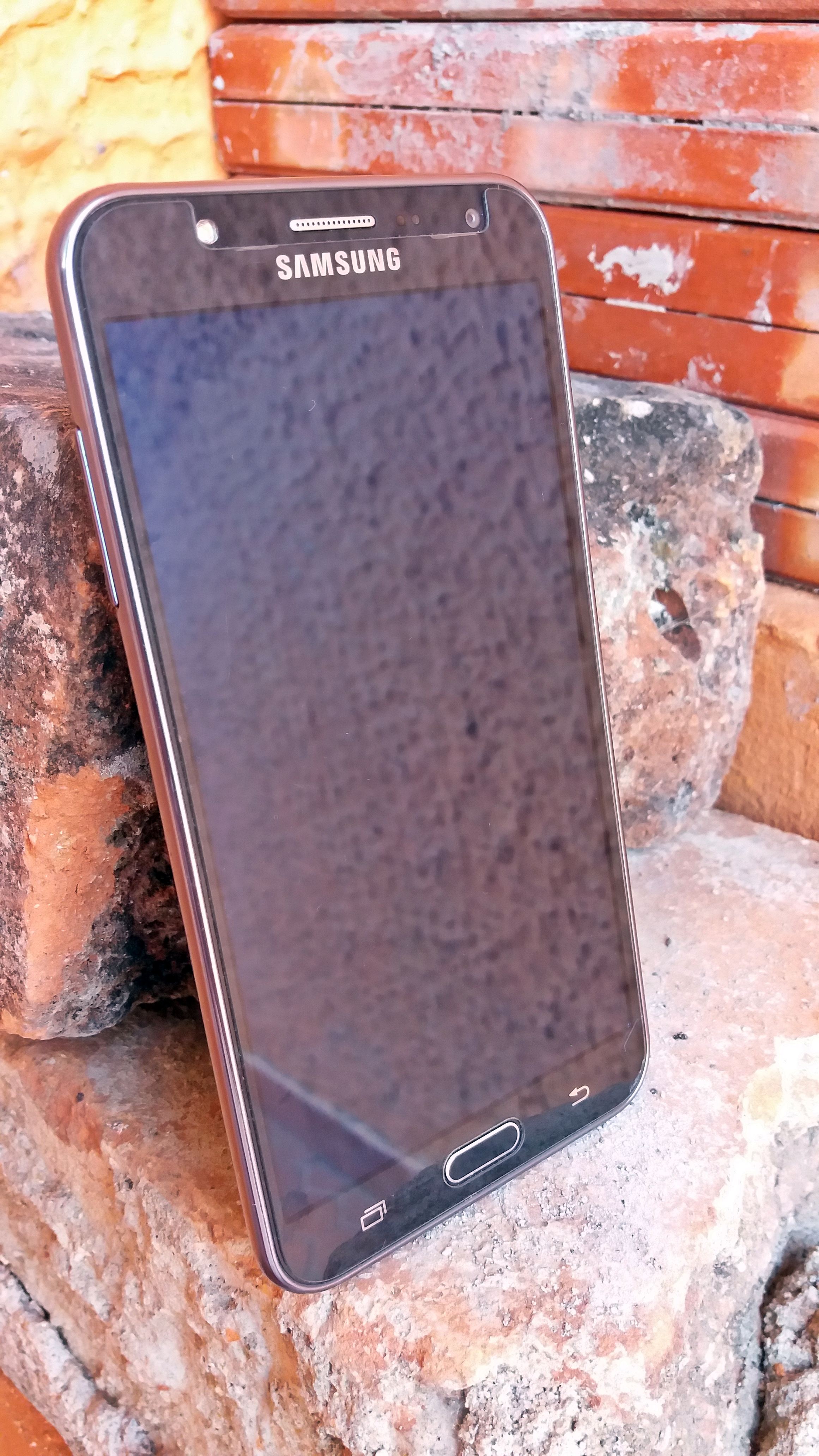
J8

### Samsung Galaxy J8

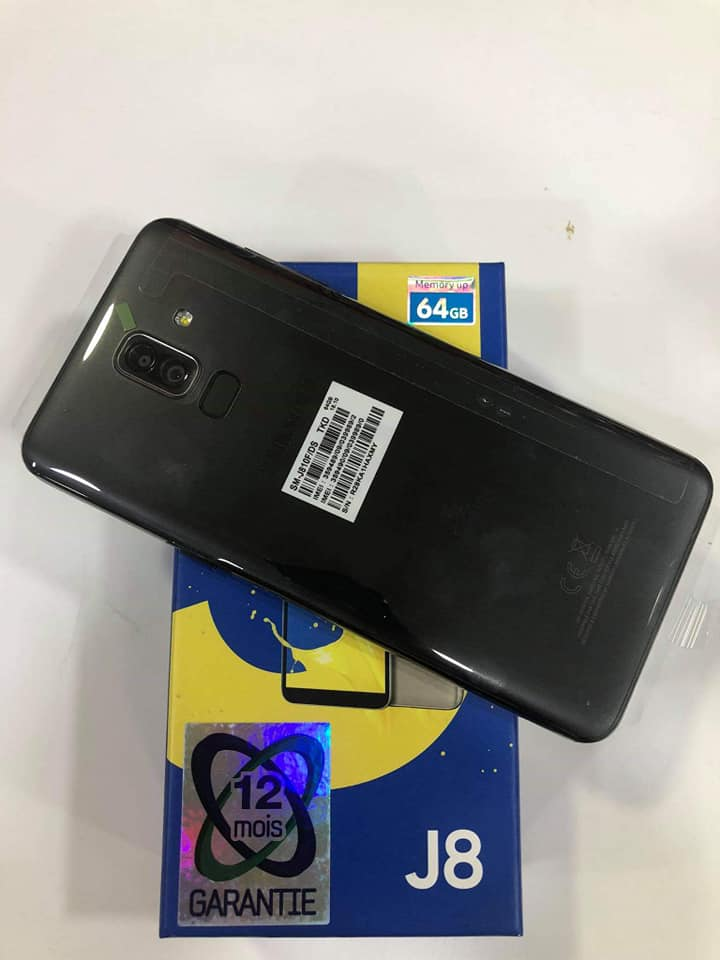
J8.

Le Samsung Galaxy J8 est un smartphone fonctionnant sous la version Android Oreo, avec l'interface Samsung Experience. Il est équipé d'un écran OLED, doté d'un système sur une puce Qualcomm Snapdragon 450 d'un microprocesseur quadricœur ARM Cortex-A53 et d'un processeur graphique Adreno 506. Il dispose de 4 Go de mémoire vive, de 64 Go de stockage interne et peut supporter jusqu'à 256 Go de mémoire externe via une mini SD. Il possède également deux appareils photo de 16 mpx à l'arrière et de 5 mpx en frontal.